# Tre Marie

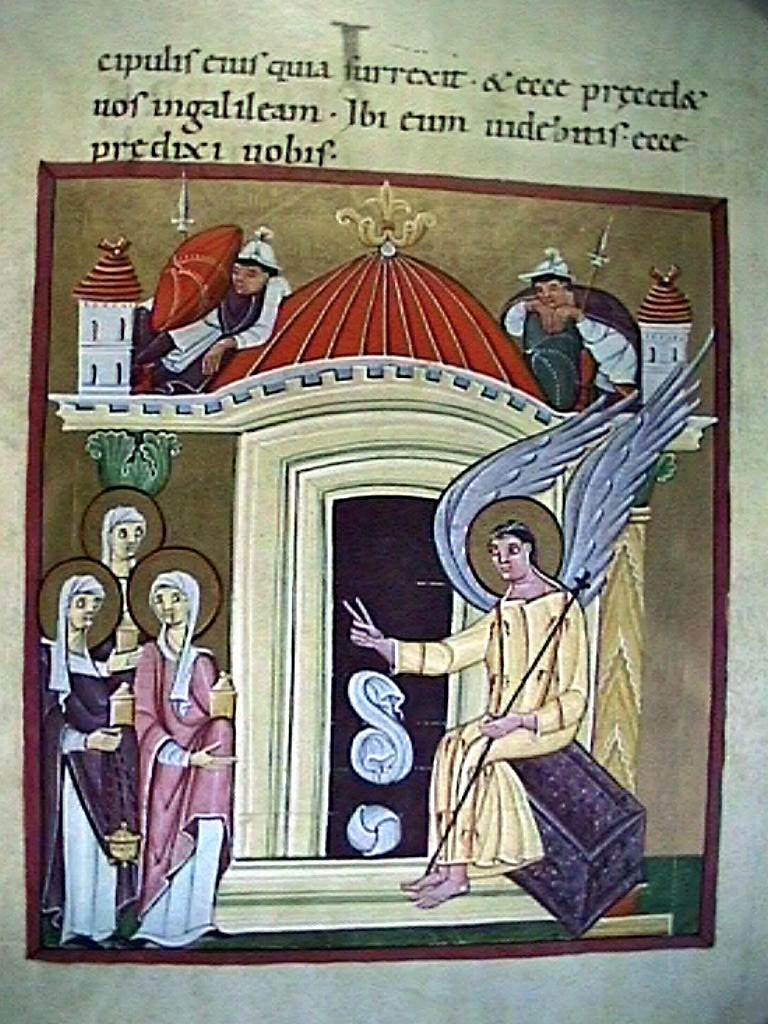
Le tre Marie al sepolcro, miniatura dell'Apocalisse di Bamberga (Bamberga, Biblioteca di Stato di Bamberga, Msc.Bibl.140)

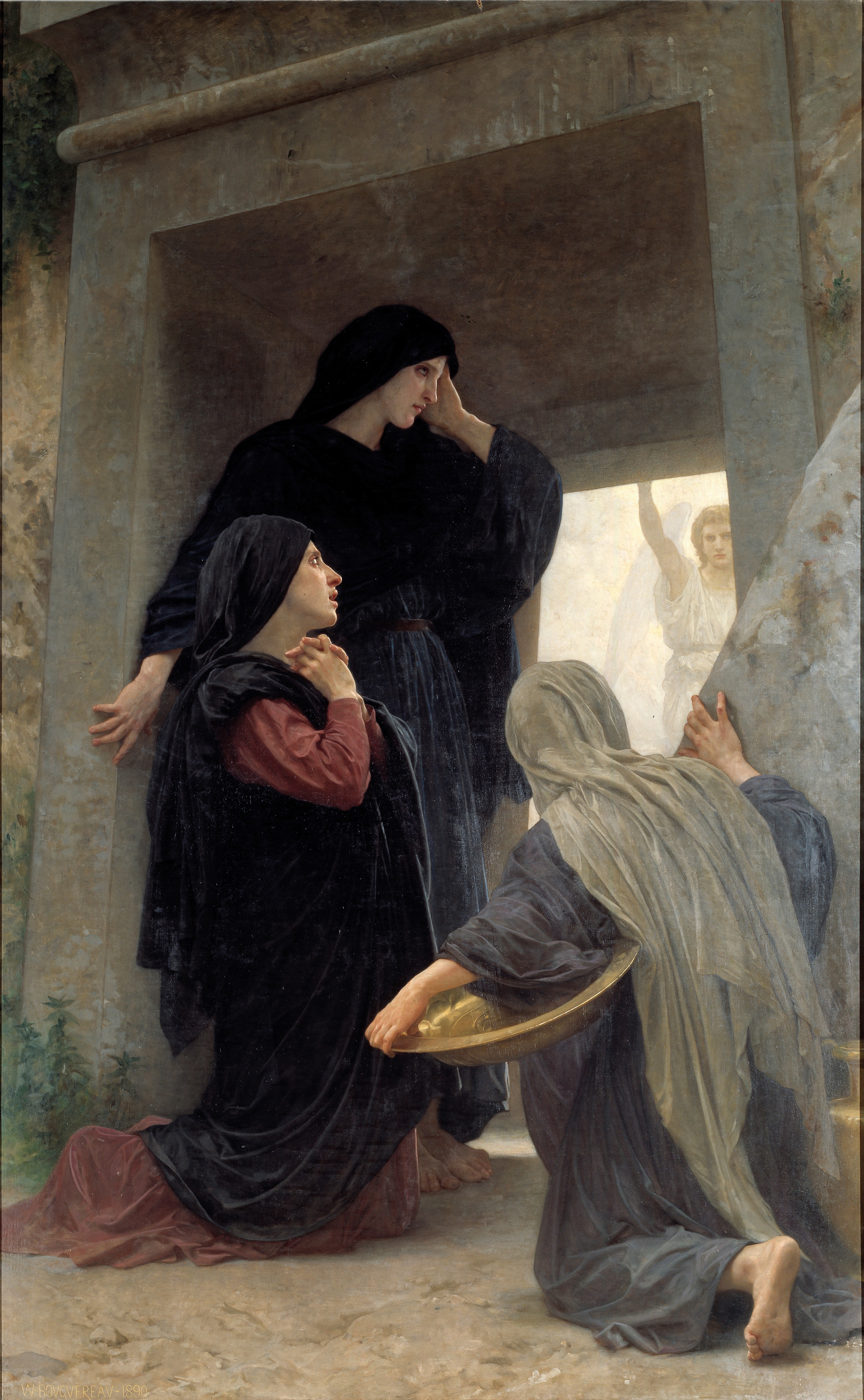
William-Adolphe Bouguereau, Le saintes femmes au tombeau (1890)

Con il termine Tre Marie si ricordano le tre donne che seguirono Gesù durante il triduo pasquale; tradizionalmente sono identificate come: Maria di Magdala, Maria di Cleofa e Maria di Nazareth (madre di Gesù). Esse sono indicate come parte delle cosiddette "mirofore".

## Riferimenti biblici

### Crocifissione di Gesù
Tutti i quattro Vangeli canonici riportano il racconto della Crocifissione di Gesù, ma attraverso narrazioni diverse tra loro; questa diversificazione riguarda anche il particolare delle tre Marie:
- Matteo 27,55-56[1] presenta tre donne ai piedi della croce: due di esse si chiamano Maria (Maria di Màgdala e la madre di Giacomo e Giuseppe), della terza non viene riferito il nome. La madre di Gesù non viene ricordata.
- Marco 15,40-41[2] riferisce anch'egli di tre donne: due di esse si chiamano Maria (Maria di Màgdala e la madre di Giacomo il minore e Ioses); la terza si chiama Salome. Neanche Marco ricorda la madre di Gesù. La sostanziale identità tra i racconti di Marco e Matteo si spiega con il fatto che (secondo la nota teoria delle due fonti) Matteo avrebbe usato Marco come fonte per la stesura del proprio testo.
- Luca 23,49[3] ricorda semplicemente che c'erano delle donne che assistevano alla scena, ma non riferisce né il loro numero, né il loro nome.
- Giovanni 19,25[4], infine, presenta l'elenco di tre donne[5] che si chiamano Maria: la madre di Gesù, Maria di Cleofa e Maria di Màgdala. Da questo racconto deriva l'espressione tradizionale delle "tre Marie".

Riassumendo tutti i dati che emergono dai racconti evangelici, le donne presenti sotto la croce con il nome di Maria erano: la madre di Gesù; Maria di Màgdala; la madre di Giacomo e Giuseppe, Maria di Cleofa. Nulla si oppone al fatto che le ultime due figure potrebbero anche essere sovrapposte e identificate; ma nello stesso tempo nessun riferimento biblico lo esige. Tuttavia il testo greco del Vangelo di Giovanni, unico apostolo testimone diretto perché ai piedi della croce, era privo di punteggiatura, avendo solo due congiunzioni καὶ ("e"), e sembra suggerire la presenza di solo tre donne: ἡ μήτηρ αὐτοῦ καὶ ἡ ἀδελφὴ τῆς μητρὸς αὐτοῦ Μαρία ἡ τοῦ Κλωπᾶ καὶ Μαρία ἡ Μαγδαληνή. Una tesi che scavalca di fatto la teoria circa le quattro donne ai piedi della croce e, implicitamente, anche la tesi sui presunti fratelli carnali di Gesù. Se infatti Maria di Cleofa è detta "sorella di sua madre", pur essendone solo una parente prossima, è facile concludere che i fratelli di Gesù citati in altri brani dei Vangeli fossero in realtà suoi prossimi parenti, presumibilmente i figli di Maria di Cleofa/Alfeo Giuseppe e Simone. Una conclusione contestata dalle dottrine protestanti che non assumono la verginità di Maria dopo la nascita di Gesù pur condividendo il concepimento verginale della stessa.